# Bouarfa

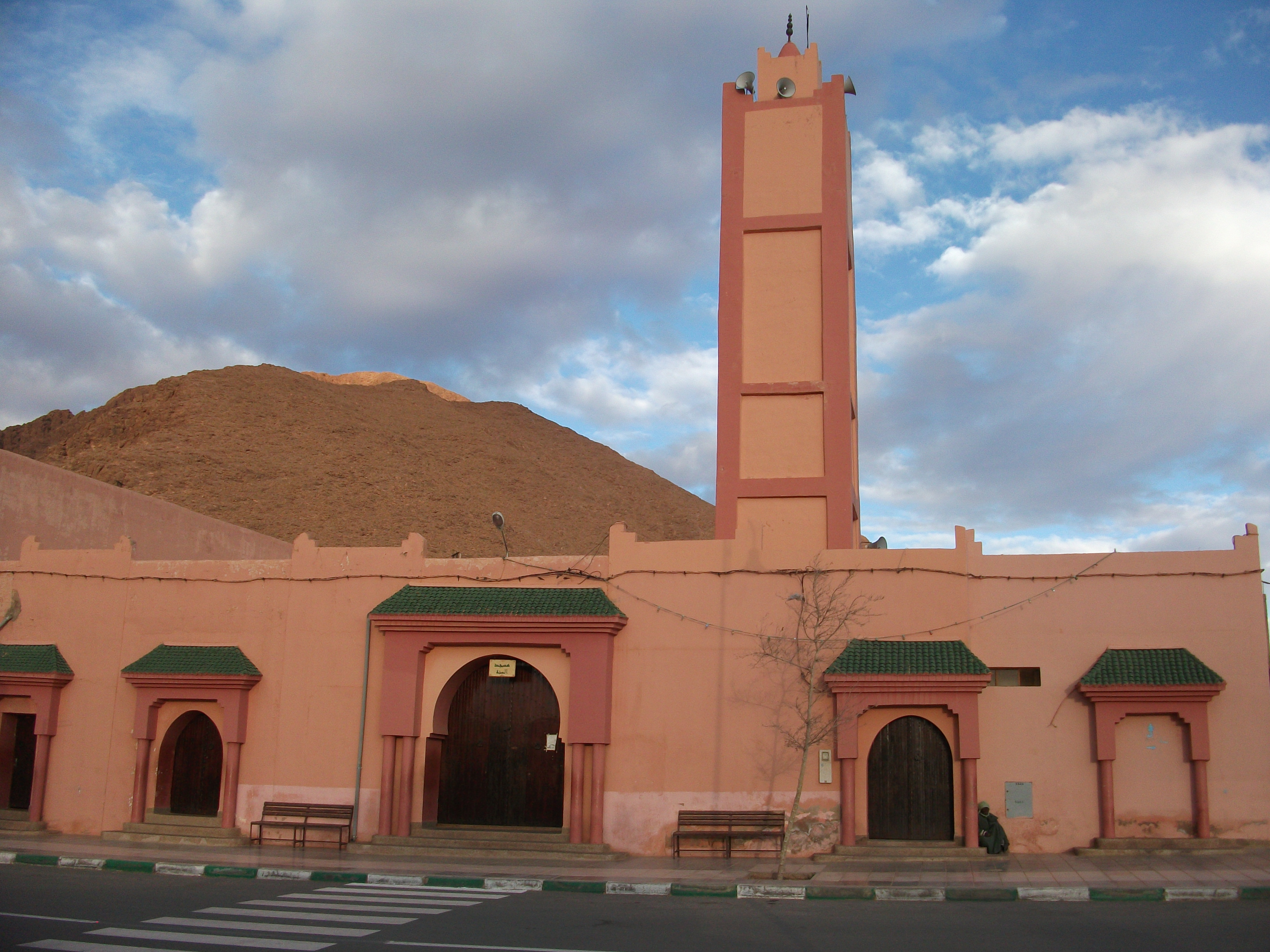
Bouarfa, Moschee Hay Jbal

Die etwa 30.000 Einwohner zählende Stadt Bouarfa (arabisch بوعرفة, Zentralatlas-Tamazight ⴱⵓⵄⴰⵔⴼⴰ Buɛarfa) ist die Hauptstadt der Provinz Figuig in der Region Oriental im äußersten Osten Marokkos.

## Lage und Klima
Bouarfa liegt in einer – nach Norden von Bergen (darunter der ca. 1872 m hohe Jbel Bouarfa) begrenzten – Steinwüstenlandschaft (hammada) etwa 110 km (Fahrtstrecke) nordwestlich der Oasenstadt Figuig, die der Provinz den Namen gegeben hat, bzw. etwa 300 km östlich von Errachidia in einer Höhe von ca. 1150 m. Das Klima ist trocken und warm; Regen (ca. 190 mm/Jahr) fällt hauptsächlich im Winterhalbjahr.

## Bevölkerung
| Jahr      | 1994   | 2004   | 2014   | 2024   |
| Einwohner | 19.631 | 25.947 | 28.946 | 30.068 |

Die meisten Einwohner sind arabischer Herkunft vom Stamm der Bni Guil. In der zweiten Hälfte des 20. Jahrhunderts sind jedoch auch viele Berber zugewandert. Umgangssprachen sind Tarifit und Marokkanisches Arabisch dazu Französisch und Tamazight.

## Wirtschaft und Geschichte
Bereits die Franzosen begannen hier mit dem Abbau von Manganerzen; die außerhalb des Ortes gelegene Mine wurde jedoch nach der Unabhängigkeit Marokkos (1956) geschlossen. Während der Protektoratszeit wurde hier ein Lager für politische Häftlinge, später dann auch für marokkanische Juden eingerichtet, welches nach der Invasion der Armee|n der Allianz unter Führung der USA im Jahr 1942 (Operation Torch) in ein Gefangenenlager für Deutsche umgewandelt wurde.

## Sehenswürdigkeiten
Die in großen Teilen neu erbaute Stadt hat keine historisch oder kulturell bedeutsamen Sehenswürdigkeiten.